# Humphrey Bogart
Humphrey Bogart, ameriški filmski igralec, * 25. december 1899, New York, ZDA, † 14. januar 1957, Los Angeles, Kalifornija.
Kot sin bogatega kirurga je najprej začel študirat medicino, a je hitro odnehal. Med prvo svetovno vojno je služboval v mornarici, kjer je bil tudi ranjen. Kasneje je odkril gledališče in film. Najprej je bil asistent na odrih Broadwaya, zatem postane igralec kot je bila tudi njegova mama. V tem obdobju je imel male vloge. Vzpon kariere se začne leta 1935 z vlogo pobeglega morilca v filmu Okameneli gozd. Skupaj s soprogo Lauren Bacall sta bila eden od najpopularnejših filmskih parov. Človek za katerega je bilo dovolj že če se pojavi, da naredi vtis, je umrl za rakom v 58. letu.

### Filmi
- Visoka Sierra
- Malteški sokol
- Casablanca
- Imeti in ne imeti
- Zaklad Sierra Madre
- Otok Largo
- Afriška kraljica
- Trenutki obupa